# Джулианова (футбольный клуб)
«Джулианова» — итальянский футбольный клуб из одноимённого города, выступающий в Серии С1, третьем по силе дивизионе чемпионата Италии. Основан в 1924 году. Домашние матчи проводит на арене «Стадио Рубенс Фадини», вмещающем 5 625 зрителей. «Джулианова» никогда в своей истории не поднималась в Серию А и Серию Б, лучшим достижением клуба в Серии С стало 2-е место в сезоне 1972/73.

## Известные игроки
- Дженнаро Дельвеккьо
- Кристиано Дель Гроссо
- Марко Джампаоло
- Морис Карроццьери
- Ренато Кури

## Известные тренеры
- Джузеппе Гальдеризи